# Blue Fun
Blue Fun är ett studioalbum av Mikael Rickfors som släpptes 1983. Albumet har givits ut på kassettband och LP.

## Låtlista
1. "Turn To Me" (M. Rickfors, H. Huss)
2. "Diamond In The Rough" (D. Carter, E. Clanton)
3. "Communication" (M. Rickfors)
4. "Some People" (M. Rickfors)
5. "Skin Is Thin" (M. Rickfors, H. Huss)
6. "Blue Fun" (M. Rickfors, H. Huss)
7. "Handy Man" (M. Rickfors, H. Huss)
8. "Looking" (M. Rickfors. H. Huss)
9. "Back Stabbers" (G. McFadden, J. Whitehead, L. Huff)
10. "I Wasn't Born To Lose You" (M. Rickfors, H. Huss) – 3:32

## Medverkande
På listan över medverkande är Mikael Rickfors Band och andra artister noterade.
Mikael Rickfors Band
- Mikael Rickfors - sång, komp, producent
- Per Lindwall - trummor
- Håkan Mjörnheim - gitarr
- Sam Bengtsson - bas
- Peter Ljung - piano
- Thomas Opava - slagverk

Övriga
- Hasse Olsson) - organ
- David Wilczewski - saxofon
- Leif Lindvall - trumpet
- Urban Agnas - trumpet
- Nils Landgren - trombon
- Lars Finberg - gitarr
- Johan Stengård - saxofon
- Tomas Ledin - bakgrundssång
- Pat Arnold - bakgrundssång
- Jimmy Thomas - bakgrundssång
- Lasse Gustavsson - tekniker
- Pontus Olsson - tekniker
- Dan Ahlquist - vinylhylsa, design